# Great Salt Pond
Great Salt Pond är en sjö i Saint Kitts och Nevis. Den ligger i parishen Saint George Basseterre, i den sydöstra delen av landet.  Den ligger på ön Saint Christopher.